# Niewodna
Niewodna – wieś w Polsce, położona w województwie podkarpackim, w powiecie strzyżowskim, w gminie Wiśniowa. Wieś leży w dolinie potoku Niewodna dopływu Wisłoka, ciągnąc się na długości 5 km.
| SIMC    | Nazwa    | Rodzaj    |
| ------- | -------- | --------- |
| 0667218 | Dół      | część wsi |
| 0667224 | Dział    | część wsi |
| 0667230 | Góra     | część wsi |
| 0667247 | Grabiny  | część wsi |
| 0667253 | Niebylec | część wsi |
| 0667260 | Za Górą  | część wsi |

W latach 1975–1998 miejscowość administracyjnie należała do województwa rzeszowskiego.

## Zabytki
Obiekty wpisane do rejestru zabytków nieruchomych województwa podkarpackiego.
- Kościół św. Anny.

## Religia
W miejscowości ma swoją siedzibą parafia św. Anny, należąca do dekanatu Frysztak, diecezji rzeszowskiej.